# Duc de Mouchy

Blason des ducs de Mouchy : De gueules, à la bande d'or. L'écu sommé d'une couronne ducale, bonnet et manteau de gueules (Grand d'Espagne).

Le titre de duc de Mouchy est porté dans une branche cadette de la famille de Noailles dont le fondateur, le maréchal Philippe de Noailles (1715–1794), était un frère cadet du 4e duc de Noailles. Il reçut en 1747 le titre espagnol de duc de Mouchy. 
Son fils, Philippe Louis Marc Antoine de Noailles (1752-1819), fut créé duc de Mouchy et pair de France. 

## Liste chronologique des ducs de Mouchy
1. 1747-1794 : Philippe de Noailles (1715–1794), 1er duc espagnol de Mouchy, prince de Poix (1729-1747), duc de Poix (1767-1794), maréchal de France ;
2. 1794-1819 : Philippe Louis Marc Antoine de Noailles (1752-1819), 2e duc espagnol de Mouchy (1794), 1er duc français de Mouchy (1817) et prince-duc de Poix ;
3. 1819-1834 : Charles Arthur Tristan Languedoc de Noailles (1771-1834), 3e duc espagnol de Mouchy, 2e duc français de Mouchy et prince-duc de Poix. De son mariage avec Nathalie de Laborde de Méréville, il n'a eu qu'une fille Charlotte. Les titres espagnols de duc de Mouchy et prince-duc de Poix sont donc en principe éteints, à défaut de lettres de relief du roi d'Espagne.
4. 1834-1846 : Antonin Claude Dominique Just de Noailles (1777–1846), frère du dernier duc, 4e duc espagnol de Mouchy , 3e duc français de Mouchy et prince-duc de Poix, député de la Meurthe ;
5. 1846-1854 : Charles Philippe Henri de Noailles (1808-1854), 5e duc espagnol de Mouchy, 4e duc français de Mouchy et prince-duc de Poix ;
6. 1854-1909 : Antoine Just Léon Marie de Noailles (1841-1909), 6e duc espagnol de Mouchy, 5e duc français de Mouchy et prince-duc de Poix ;
7. 1909-1947 : Henri Antoine Marie de Noailles (1890-1947), 7e duc espagnol de Mouchy , 6e duc français de Mouchy et prince-duc de Poix ;
8. 1947-2011 : Philippe François Armand Marie de Noailles (1922-2011), 8e duc espagnol de Mouchy , 7e duc français de Mouchy et prince-duc de Poix.
9. 2011- : Antoine Georges Marie de Noailles (°1950), 9e duc espagnol de Mouchy , 8e duc français de Mouchy et prince-duc de Poix